# Georg Alexander Roemmich
Georg Alexander Roemmich (* 15. Oktober 1917 in Odessa) ist ein deutscher Architekt.

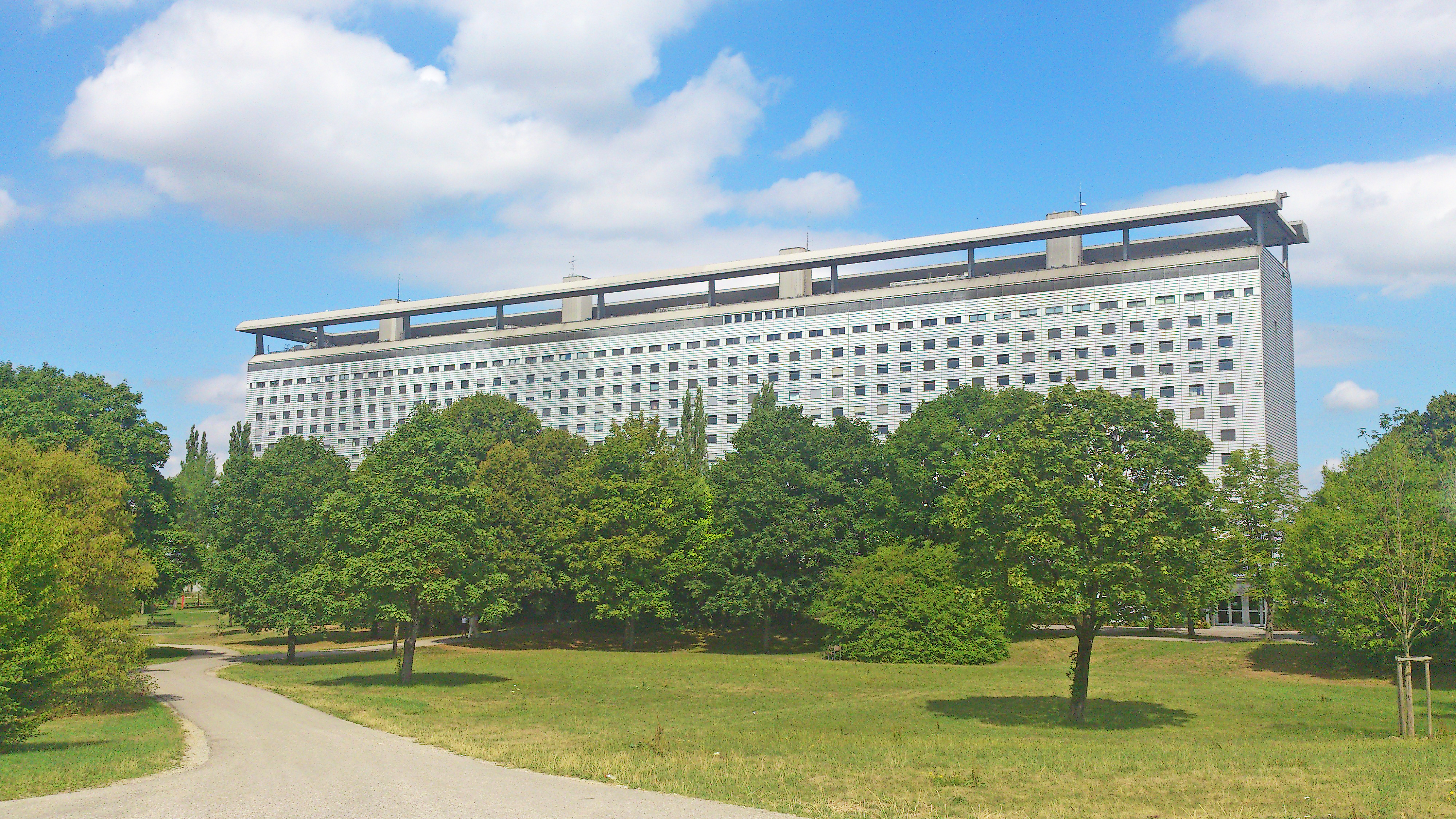
Klinikum Großhadern

## Werdegang
Georg Roemmich studierte an der Staatsbauschule München, bevor er von 1941 bis 1945 bei Wilhelm Wichtendahl an Projekten in München, Augsburg, Regensburg und Hamburg arbeitete. Nach dem Krieg arbeitete er zunächst in einem Büro mit Eduard von der Lippe. 1946 eröffnete er dann ein eigenes Büro in München. 1969 wurde er Partner von Albert Zehentner.

## Bauten

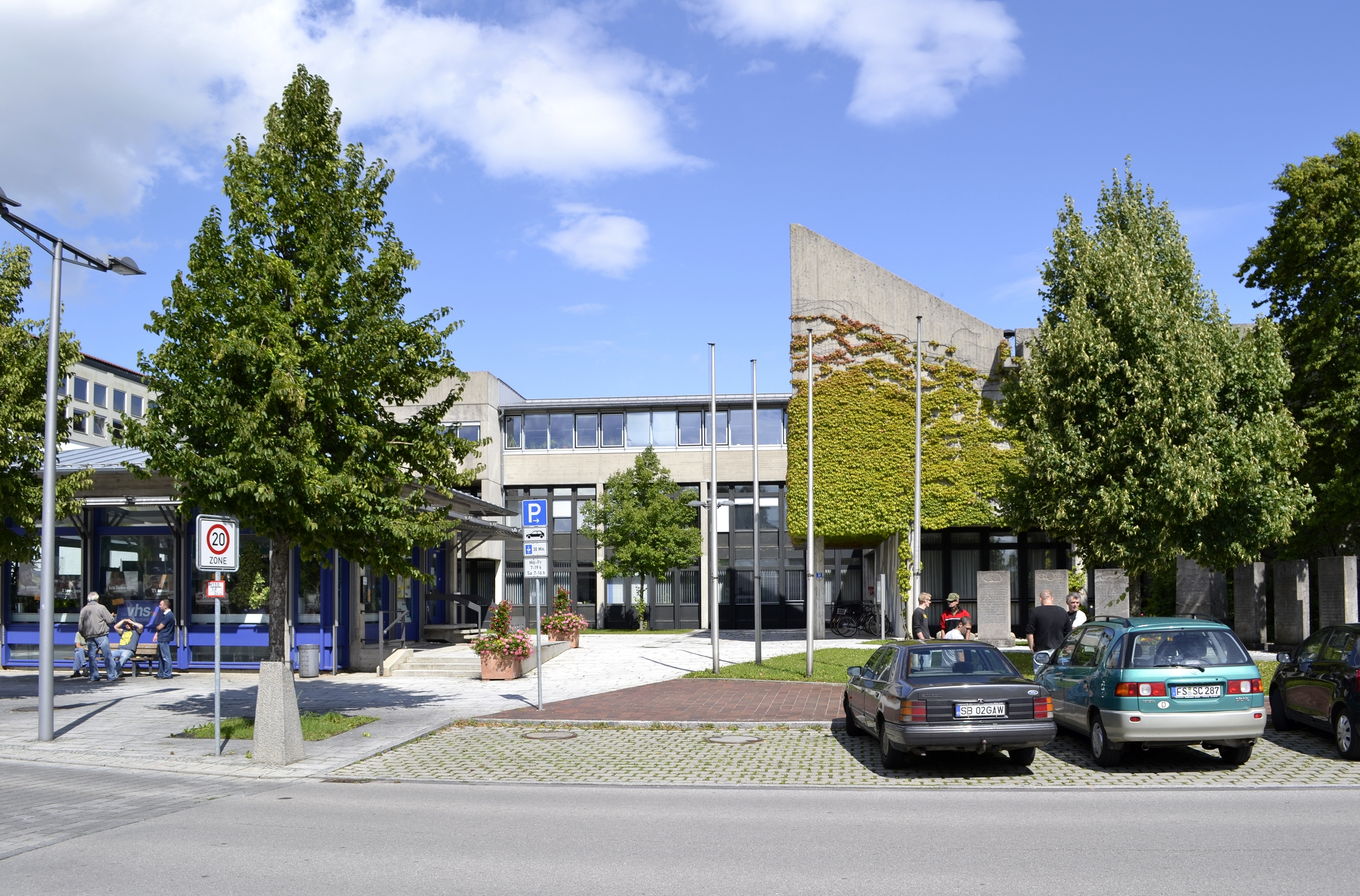
Rathaus, Neufahrn

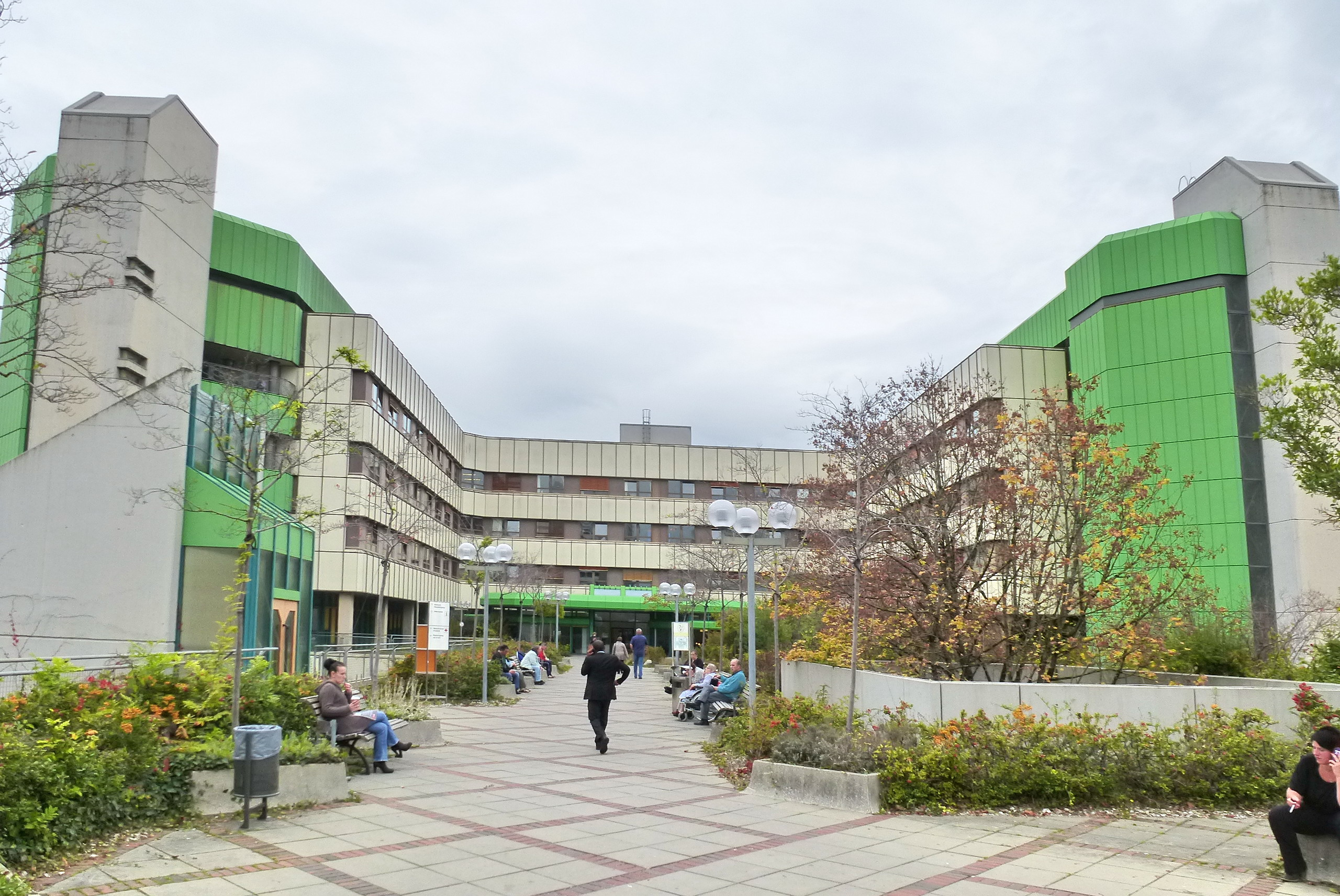
Klinikum Bogenhausen, München, Hauptfassade

- 1951–1952: Verwaltungsgebäude der Gebrüder Wetsch, München
- 1956–1957: Wohnanlage, Augsburg
- 1962: Städtebauliche Planung „Salener Berg“, Regensburg
- 1966–1967: Wohnanlage, Warthestraße[2]
- 1968: Rathaus, Neufahrn (stark verändert)
- 1971: Klinikum Bogenhausen mit Hans Joachim Ott und Albert Zehentner und Künstler Erich Wilhelm Torsten
- 1984: Klinikum Ingolstadt mit Hans-Joachim Ott und Albert Zehentner und Künstler Pius Eichlinger

als Partner der Architektengemeinschaft Roemmich / Wichtendahl:
- 1964–1966: 1. Preis im Wettbewerb für das Klinikum Großhadern
- 1970: Hörsaaltrakt Klinikum rechts der Isar, München
- 1973: Kreiskrankenhaus, München-Neuperlach
- 1985–1986: Bayerische Vereinsbank – Am Tucherpark 1, München  (unter Denkmalschutz)